# Konďor
Konďor (rusky Кондёр) je horský masiv na východní Sibiři, v Ajano-Majském okrese Chabarovského kraje, součást Východosibiřské vysočiny. Dosahuje nadmořské výšky 1387 metrů a je složen z ultramafických magmatických hornin. Hřeben je známý především díky svému téměř dokonale vytvarovanému tvaru prstence s průměrem přibližně 8 km. Masiv byl místními Jakuty a Evenky znám pod názvem Uorgula nebo Urgula a považován za posvátný.

## Geologie
Pohoří vzniklo jako intruze magmatických hornin, která prorazila okolní sedimentární horniny a utuhla pod povrchem. Sloupec intruzivních hornin tvořil původně vyklenutý dóm, který byl později erodován rozdílnou rychlostí v závislosti na odolnosti hornin. Jádro tvořené měkčími a méně odolnými ultramafickými horninami, jako je dunit, bylo erodováno rychleji a vytvořilo prohlubeň. Plášť intruze tvořený odolnějšími horninami jako je gabro a také různé kontaktní metamorfity se oproti tomu snižoval pomalým tempem, a vytvořil proto vyvýšeninu podobnou prstenci.  Tato vyvýšenina byla v severním směru proražena říčkou Kondjor, která eroduje a odnáší materiál z jádra intruze. 

Horninový sloupec intruze sahá do hloubky nejméně 10 kilometrů do zemské kůry. Stáří intruze bylo datováno pomocí kalium-argonového radiometrického datování do období pozdní jury a spodní křídy.
Jedná se o jedno z nejvýznamnějších světových nalezišť platiny, která je zde od roku 1984 těžena. Kromě platiny jsou zde nalézány také další kovy platinové skupiny a dále minerály jako nefelín, černý granát, kalcit, popsán a pojmenován zde byl také unikátní minerál konderit. Těžbu zde provádí společnost Artěl Amur. Bylo zde vytěženo více než 100 tun drahých kovů a lokalita je na druhém místě z hlediska produkce platiny v Rusku.

## Zajímavosti
- 11. září 1993 zde byl nalezen platinový nugget o váze 3521 gramů a rozměrech 111 x 78 x 55 milimetrů, jeden z největších kdy nalezených platinových nuggetů.[6]

## Galerie

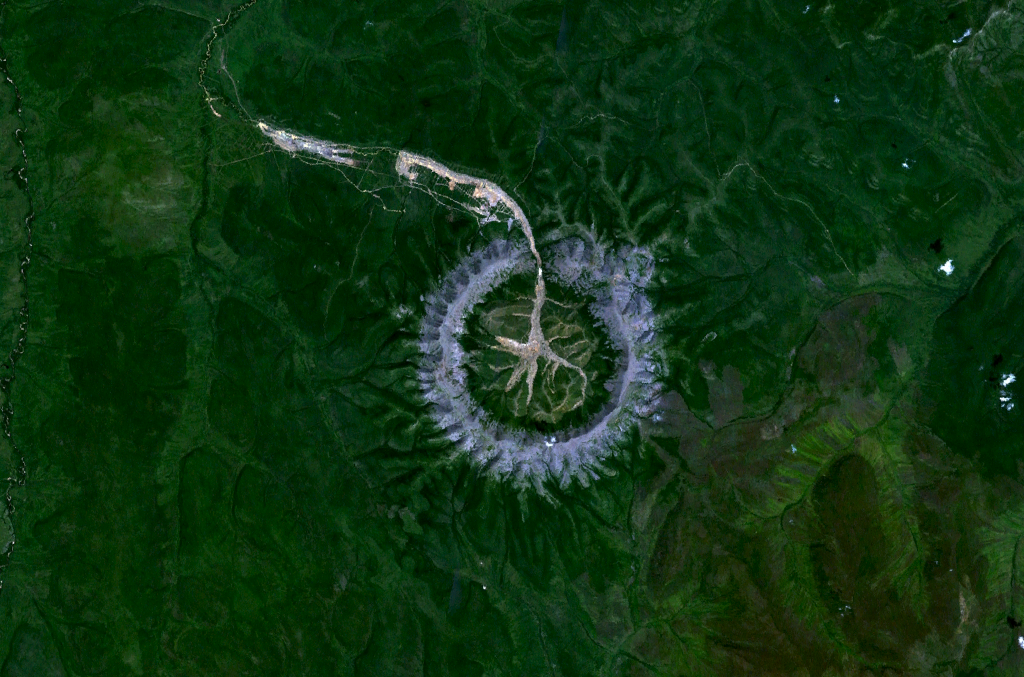
Pohled na pohoří z vesmíru
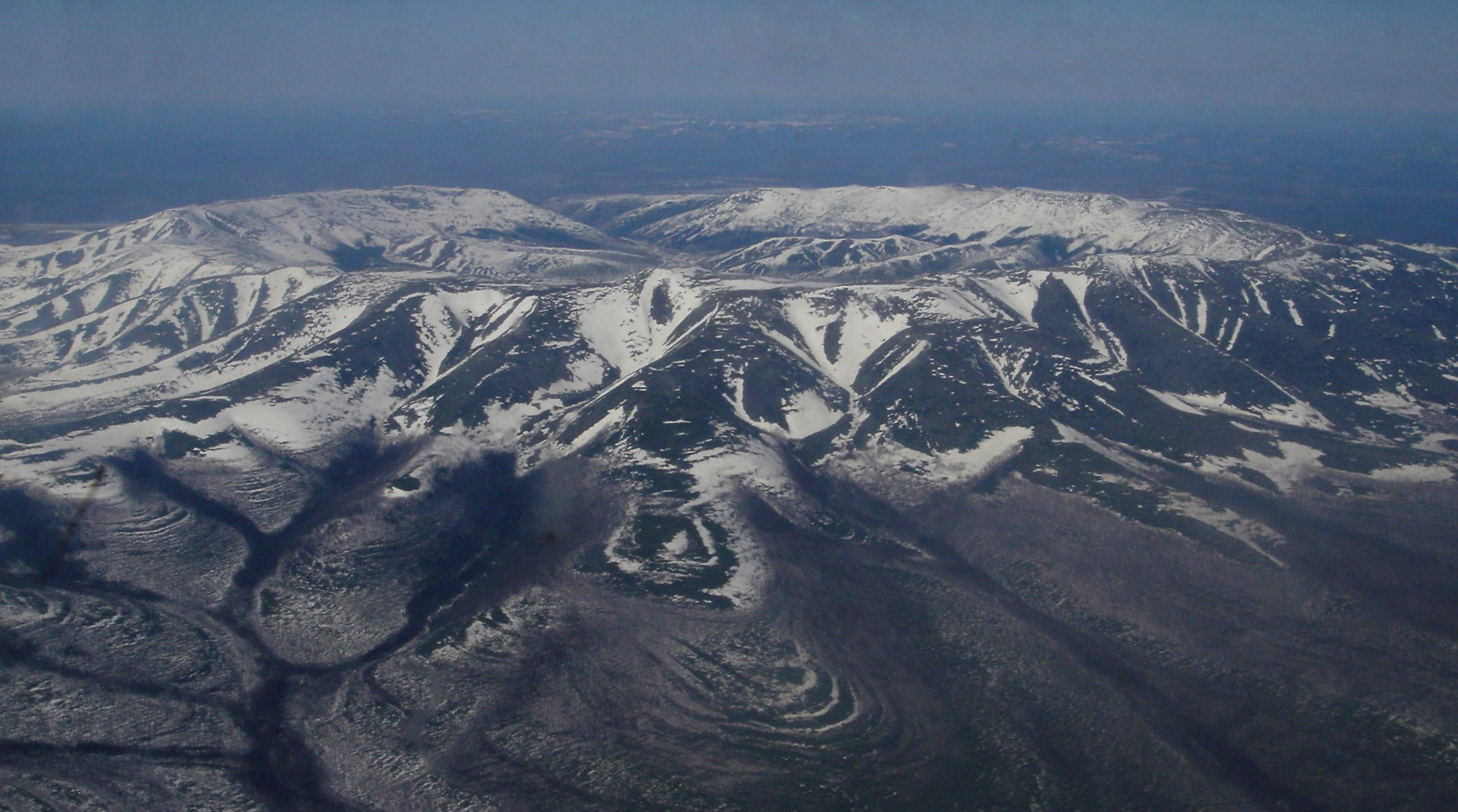
Letecký pohled na pohoří
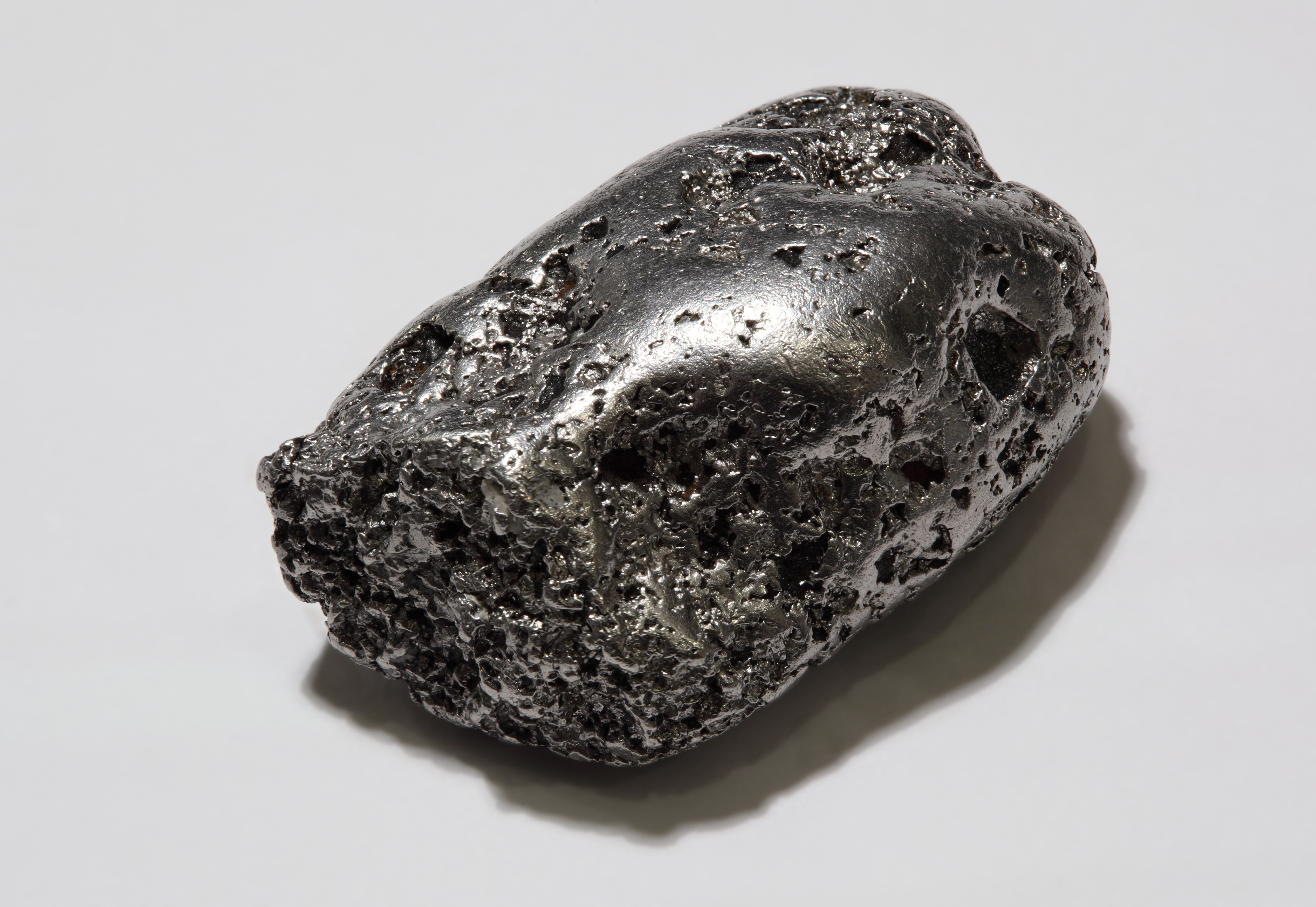
Platinový nugget o rozměrech cca 35 × 23 × 14 mm a hmotnosti cca 112g nalezený v pohoří
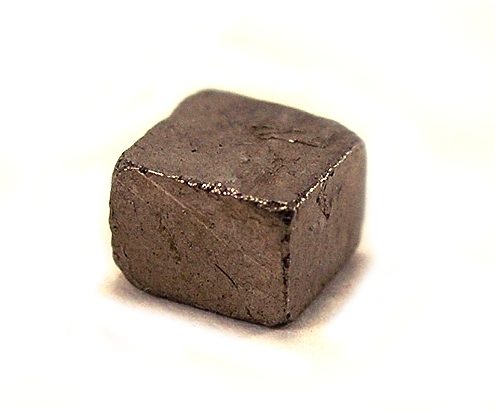
Zvjagincevitová krychle vytěžená v pohoří
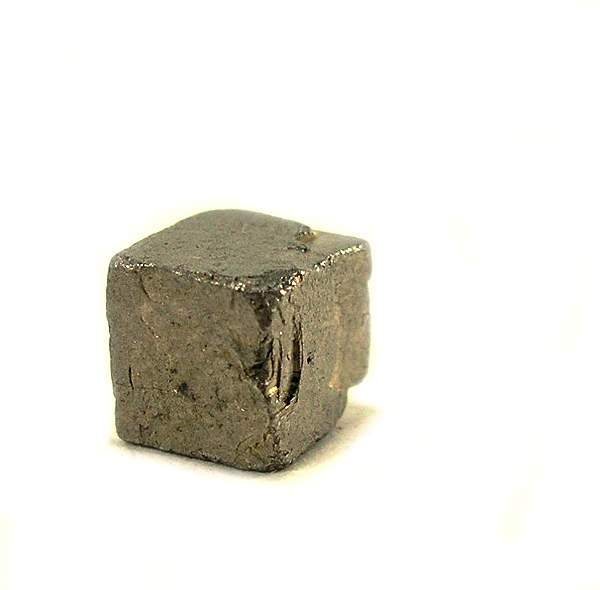
Platinová krychle vytěžená v pohoří